# Madeline Zima
Madeline Rose Zima (New Haven, Connecticut, 16 september 1985) is een Amerikaans actrice. Ze is vooral bekend door haar rol als Grace Sheffield in de serie The Nanny, waarin ze zes jaar speelde. Zima is ook bekend geworden door haar rollen in de films The Hand That Rocks the Cradle, A Cinderella Story, Dimples, Looking for Sunday, Once in a Very Blue Moon, Legacy en Californication.
Zima's jongere zussen Vanessa en Yvonne werken eveneens als actrice en hebben beide meerdere filmrollen op hun naam.

## Filmografie (selectie)
- The Hand That Rocks the Cradle (1992) - Emma Bartel
- Mr. Nanny (1993) - Kate Mason
- Second Chances (1998) - Melinda Judd
- Lucy (2003) - Lucy als tiener (tv-film)
- A Cinderella Story (2004) - Brianna
- Looking for Sunday (2006) - Trisha
- Legacy (2008) - Zoey Martin
- Dimples (2008) - Frances
- The Collector (2009) - Jill Chase
- My Own Love Song (2010) - Billie
- Trance (2010) - Jessica
- Crazy Eyes (2012) - Rebecca
- Breaking the Girls (2012) - Alex Layton
- #Stuck (2014) - Holly
- Weepah Way for Now (2015) - Lauren
- Painkillers (2018) - Chloe Clarke
- The Chain (2019) - Sarah
- Bombshell (2019) - Eddy

### Televisie
Exclusief eenmalige optredens
- The Nanny (1993-1999) - Grace Sheffield
- Californication (2007-2011) - Mia Lewis
- Heroes (2009-2010) - Gretchen Berg
- Betas (2013-2014) - Jordan Alexis
- Twin Peaks (2017) - Tracey
- Good Girls (2020) - Lila

## Trivia
- Ze heeft een eigen website die ze deelt met haar zussen Vanessa en Yvonne (ook actrice).
- Haar achternaam betekent "winter" in het Pools, Tsjechisch, Russisch en Servisch.

- Biblioteca Nacional de España: XX4983378
- Gemeinsame Normdatei: 1144551765
- International Standard Name Identifier: 0000 0000 8770 4713
- Library of Congress Control Number: nr2002040041
- Système universitaire de documentation: 147061504
- Virtual International Authority File: 127316417
- WorldCat: E39PBJtMkq6cJbhGkh38Wm7rbd